# Barra do Ribeiro
Barra do Ribeiro ist eine Stadt im Bundesstaat Rio Grande do Sul im Süden Brasiliens am Rio Guaíba. Sie liegt etwa 50 km südwestlich von Porto Alegre. Benachbart sind die Orte Guaíba, Mariana Pimentel, Sertão Santana, Sentinela do Sul und Tapes. Ursprünglich war Barra do Ribeiro Teil der Munizipien Guaíba und Tapes.

## Geschichte
Die Geschichte der Weißen im Gebiet von Barra do Ribeiro, benannt nach der Sandbank (Barra) bei der Einmündung des Flüsschens Ribeiro in den Rio Guaíba, begann um 1780 mit der Charqueada (Fabrikation von Trockenfleisch) von Antônio Alves Guimarães. Um 1800 entstand der Ort Barra do Ribeiro mit Einwanderern von den Azoren. Ab 1874 begann der Zuzug von Polen, Deutschen und Italienern.

## Wirtschaft
Der Ursprung liegt in der Rinderzucht und der Verarbeitung der Produkte. Am bedeutendsten ist heute der Tourismus mit Gaúchotraditionen und Wassersport an Ufern des Rio Guaíba und der Lagoa dos Patos. Attraktionen sind der 23 km entfernte Cerro da Cavalhada, mit 383 Metern Höhe ein guter Aussichtspunkt, der Morro da Formiga auf der Halbinsel, an der der Rio Guaíba in die Lagoa dos Patos mündet und die Strände.